# Eugryllodes escalerae
Eugryllodes escalerae is een rechtvleugelig insect uit de familie krekels (Gryllidae). De wetenschappelijke naam van deze soort is voor het eerst geldig gepubliceerd in 1894 door Bolívar.